# Gli Astronomi (Tornioli)
Gli Astronomi è il soggetto di un dipinto di Niccolò Tornioli.

## Storia
Il dipinto fu commissionato al Tornioli dal sacerdote oratoriano Virgilio Spada, fratello del cardinale Bernardino. L'opera entrò nelle collezioni degli Spada, tra le più importanti della Roma del tempo, nel 1645, insieme a vari altri dipinti del pittore senese. Virgilio Spada era infatti un estimatore del Tornioli da egli conosciuto allorché l'artista toscano chiese ed ottenne di partecipare ai lavori di decorazione della chiesa Nuova, il principale luogo di culto patrocinato dagli oratoriani.
Il dipinto testimonia della passione per le scienze del committente e per l'astronomia in specie. Probabilmente eseguito poco dopo la morte di Galileo Galilei (1642) è al tempo stesso un omaggio al grande scienziato di cui lo Spada fu un sostenitore, perorando presso il Sant'Uffizio, per conto di Leopoldo de' Medici, un'istanza di riabilitazione del Galilei.

## Descrizione e stile

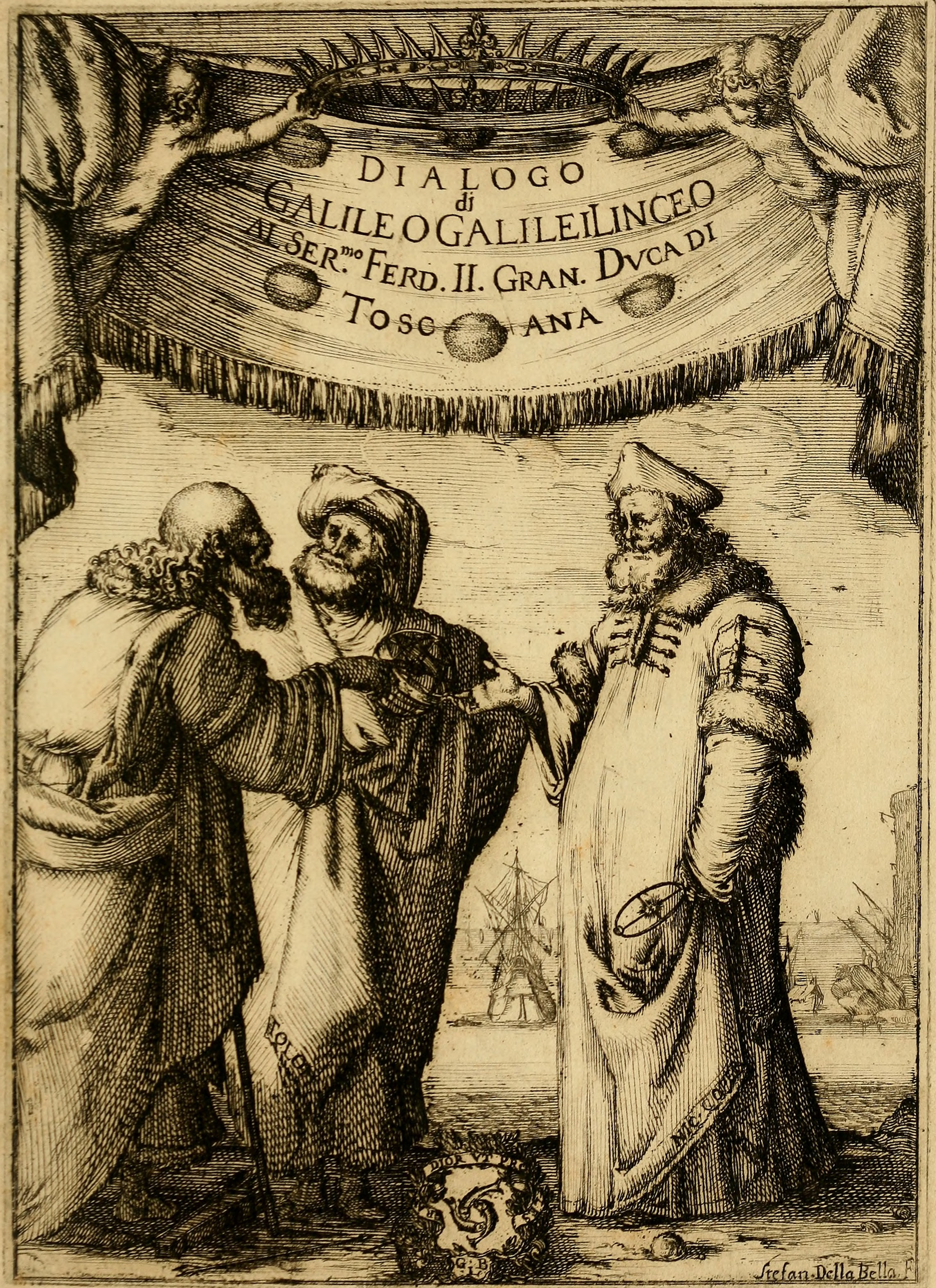
L'incisione di Stefano della Bella

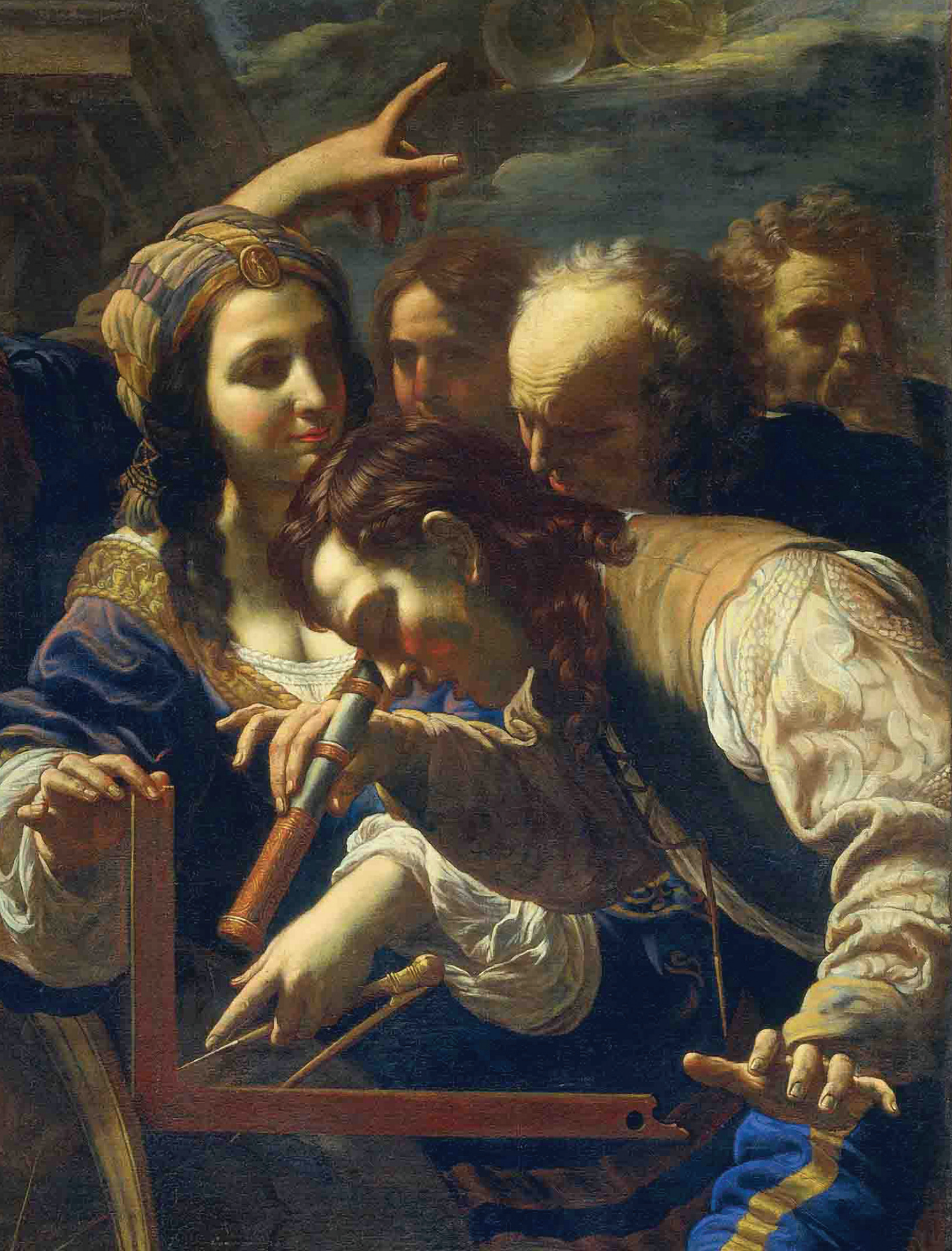
Particolare del dipinto. All'estrema destra il ritratto di Galileo Galilei

Un globo celeste di Willem Blaeu affine a quello di palazzo Spada

Il dipinto allegorizza la disputa tra i sostenitori della teoria geocentrica tolemaica e i fautori della concezione copernicana fondata sull'eliocentrismo. Dibattito che pochi anni prima aveva scosso le coscienze proprio a causa della condanna inflitta dal Sant'Uffizio a Galileo, che con le sue scoperte aveva confermato e perfezionato la visione di Copernico.
Probabilmente un precedente compositivo fu fornito al Tornioli dall'incisione di analogo soggetto di Stefano della Bella che fa da frontespizio al galileiano Dialogo sopra i due massimi sistemi del mondo, stampato a Firenze del 1632.
Sulla sinistra del quadro di palazzo Spada stanno i fondatori del sistema geocentrico, Tolomeo ed Aristotele. Il filosofo è il vegliardo in primo piano con un manto rosso. Alle spalle di lui vi è un uomo raffigurato nelle vesti di un guerriero antico. In questa figura va riconosciuto Tolomeo e il suo singolare abbigliamento potrebbe dipendere dalla sovrapposizione dell'astronomo nato ad Alessandria con l'omonimo condottiero macedone Tolomeo I, fondatore della dinastia che per secoli regnò sull'Egitto.
Aristotele regge con la destra un libro su cui si vedono delle illustrazioni astronomiche: vi si individuano in particolare le sfere concentriche che secondo la teoria geocentrica componevano il cosmo. Con la mano sinistra l'anziano filosofo tiene il braccio di un giovane uomo elegantemente abbigliato, posizionato al centro del dipinto. Costui è Copernico raffigurato mentre indica ad Aristotele il cielo ove si osservano dei corpi celesti. Il senso della composizione è quello di sostituire alla autorità della tradizione dottrinale la diretta osservazione della natura.
Tra Aristotele e Copernico v'è una donna la cui identità rimane dubbia, forse una personificazione della geografia.
Sulla destra della tela, in primo piano, un giovane uomo è intento ad osservare il polo nord avvalendosi di un cannocchiale galileiano. Il giovane è assistito nello studio dei cieli da Urania, musa dell'astronomia, che usa un quadrante e un compasso astronomico.
Dietro la musa e il giovane astronomo compaiono un vecchio e alle spalle di questi altre due figure in penombra: il volto tra Urania e il vecchio stempiato si ipotizza che sia un autoritratto di Niccolò Tornioli, mentre nell'uomo con la barba all'estrema destra del quadro si riconosce Galileo Galilei.
Gli strumenti astronomici raffigurati nel dipinto così come le medaglie e le gemme che si vedono sui copricapi di Copernico e di Urania sono con ogni probabilità da porre in relazione alla collezione di simili oggetti posseduta da Virgilio Spada che il religioso poi donò agli oratoriani. Una diretta citazione di questa raccolta è stata individuata nella sfera armillare del quadro che è stata collegata ad un prezioso globo celeste realizzato per lo Spada dal cartografo Willem Blaeu e che è tuttora nel palazzo romano del casato.
Il nesso del dipinto con gli interessi scientifici del committente, così come l'inserimento nella composizione della figura del Galilei, con ogni probabilità veicolano il favore dei colti ed influenti Spada per le recenti acquisizioni scientifiche, pur ufficialmente osteggiate dalla Chiesa.
Stilisticamente il dipinto ha ascendenze caravaggesche, sia nel chiaroscuro sia nella composizione, rivisitate alla luce di istanze più moderne, proprie della pittura romana della metà del Seicento.